# Caterpillar (programma radiofonico)
Caterpillar è una trasmissione radiofonica italiana in onda sulle frequenze di Radio 2.
Nata nel 1997 da un'idea di Massimo Cirri e Sergio Ferrentino, la trasmissione si occupa principalmente di attualità e satira politica. Nel 2000 Filippo Solibello sostituisce Sergio Ferrentino alla conduzione.
Dal 2014 la trasmissione è condotta da Massimo Cirri e Sara Zambotti.

## Storia
La trasmissione nasce per mandato di Bruno Voglino (vicedirettore di Radio Rai) che chiede a Massimo Cirri e Sergio Ferrentino di creare un contenitore radiofonico di intrattenimento per la fascia preserale di Radio 2; nasce così un programma sulla base delle precedenti esperienze degli autori avute a Radio Popolare.
Il programma ha avuto due spin-off televisivi: dal 5 giugno 2010 su Rai 3, per 5 settimane, è andato in onda il programma Quelli di Caterpillar ogni sabato dalle ore 14:50 alle 15:50. Dal 19 settembre al 31 ottobre 2010, invece, è andato in onda su Rai 3 Caternoster, ogni domenica alle 23:20.
Uno spin-off radiofonico-sportivo è stato invece Catersport, trasmissione ideata dallo stesso Ferrentino, avente ad oggetto il campionato italiano di calcio di Serie A e andata in onda su Radio 2 dal 2000 al 2012.
Dal settembre 2011 la trasmissione si divide in due tranche: alle 6:00 del mattino va in onda Caterpillar AM, mentre Caterpillar mantiene la consueta fascia pomeridiana delle 18:00.
Il 16 febbraio 2024, in occasione dell’iniziativa M’illumino di meno è stata trasmessa una puntata speciale dalle 18:00 alle 19:45 su Rai Radio 2 anche sul canale 202 del Digitale Terrestre (come già accade dal 21 dicembre 2022 per gli altri programmi) per la prima volta anche in TV dalle 19:00 alle 19:45 in simulcast su Rai 2 come accade già per altri programmi di Radio 2: ''I lunatici, Radio 2 Happy family e Radio 2 Social Club (quest’ultimo trasmesso in differita il giorno successivo rispetto alla messa in onda in radio). Tale puntata, inoltre, è stata realizzata nello studio 2 del Centro di produzione Rai di Corso Sempione a Milano.

## I corrispondenti diCaterpillar
Oltre ai vari professionisti del settore che in Caterpillar fanno da inviati, la trasmissione segue anche eventi di attualità internazionale, grazie agli ascoltatori del programma sparsi nel mondo. Essi sono definiti scherzosamente "corrispondenti dormienti di Caterpillar", e si attivano quando succede un evento nella zona di loro "competenza".

## Campagne e iniziative

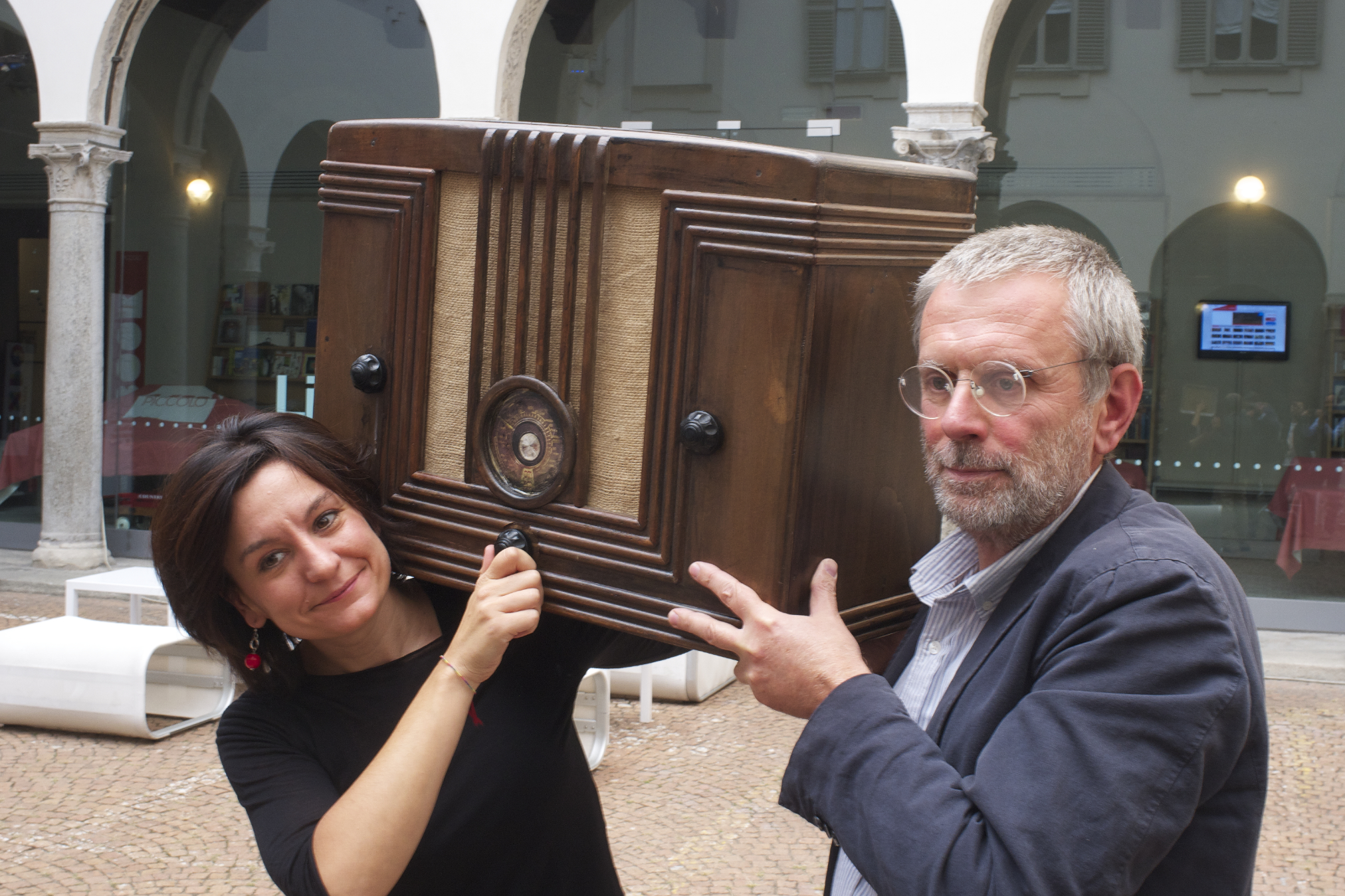
Sara Zambotti, Massimo Cirri

Il programma ha avviato numerose campagne e iniziative su vari campi. Le principali sono:
- M'illumino di meno: Giornata Nazionale del Risparmio Energetico e degli Stili di Vita Sostenibili, organizzata annualmente dal 16 febbraio 2005 – entrata in vigore del Protocollo di Kyōto – per diffondere la cultura della sostenibilità ambientale e del risparmio delle risorse.
- Poeti per posta: rassegna nazionale di poesia postale organizzata tra il 2004 e il 2005 in collaborazione con Poste Italiane. Gli ascoltatori erano invitati a inviare le loro poesie utilizzando delle cartoline presenti in tutti gli uffici postali. Le migliori sono state pubblicate in un libro.
- Bike the nobel:  la candidatura della bici al Premio Nobel nel 2016.

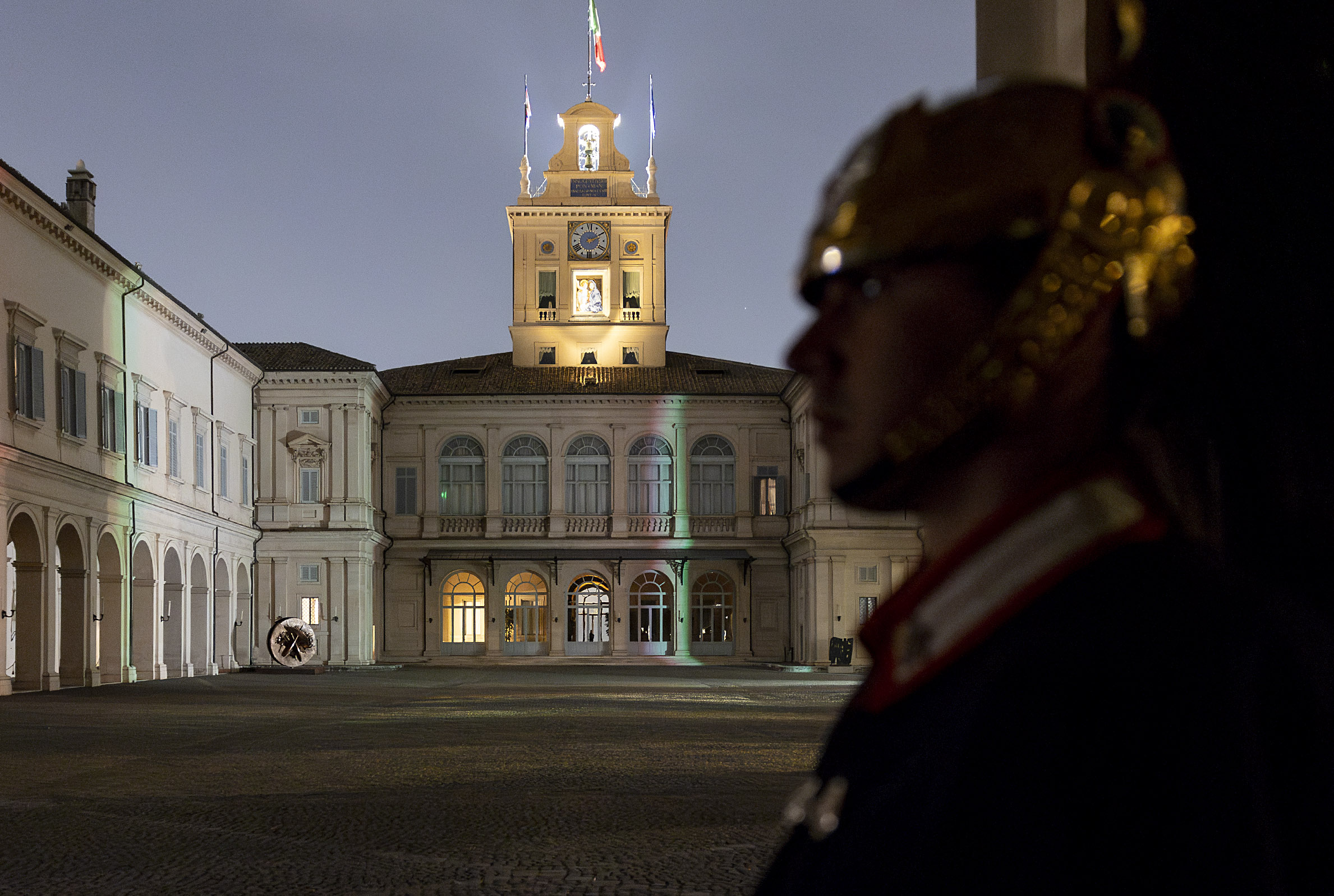
La Presidenza della Repubblica Italiana aderisce all'iniziativa M'illumino di meno, campagna di sensibilizzazione sulla razionalizzazione dei consumi energetici ideata e promossa dalla trasmissione Caterpillar di Rai Radio 2 e condotta sa Sara Zambotti e Massimo Cirri. Lo spegnimento delle luci del Palazzo del Quirinale con corazziere in primo piano. (16 febbraio 2024)

### CaterRaduno
1998
È il raduno annuale degli ascoltatori di Caterpillar, che prevede dirette, concerti ed eventi gratuiti. Il primo raduno, durato tre giorni, si è tenuto a Brisighella dal 5 al 7 giugno 1998. Tre giorni di Piada, Amore e Musica con, tra gli altri, la Banda di Ruvo di Puglia, Alessandro Bergonzoni, Calicanto, Mau Mau, Addosso agli scalini e diecimila ascoltatori. Gli inviati Lauro e Solibello raggiungono Brisighella in risciò da Milano.
1999
Il Secondo CaterRaduno a Brisighella non si farà per la concomitante seconda guerra dei Balcani.
2000
Cervia, Ravenna, secondo CaterRaduno, ovvero CaterRaduemila. In concomitanza con la 666ª puntata del programma. Con Africa Unite,Orchestra di Ritmi Moderni Arturo Piazza, Fiamma Fumana, Davide Van DeSfroos. Solibello e Lauro raggiungono Cervia da Milano a piedi.
2001
Terzo CaterRaduno, ancora a Cervia dall'8 al 10 giugno. Sono tre giorni “di lotta e di governo, di riffa e di raffa”. Con la pista da biglie più bella del mondo, Joy Singers, Persiana Jones, Folkabbestia, Tony e i Volumi, Orchestra di Ritmi Moderni Arturo Piazza.
2002
Quarto CaterRaduno, a Cervia 14-15-16 Giugno. Ci sono Bandabardò, Roy Paci, Salsa Celtica, Alessandro Bergonzoni, Fabio De Luigi. La Pallastrada diviene sport ufficiale di Caterpillar, con la benedizione del suo ideatore Stefano Benni. Gara di liscio sulle note della Banda Osiris Social Club.
2003
Santarcangelo di Romagna, città di Teatro e patria adottiva di Jelena Ilic, ospita il quinto CaterRaduno dal 13 al 15 giugno. Con Stefano Benni, Michele Serra, Banda Osiris, Stefano Bollani, Gianmaria Testa, David Riondino, Carlo Lucarelli, Amparanoia, Frankie hi-nrg, Mauro Pagani, Capone & BungtBangt. Marina Senesi raggiunge il Montefeltro con uno scooter elettrico: ogni 3 ore qualche ascoltatore, lungo la via Emilia, le cala una prolunga dal balcone.
2004
Santarcangelo di Romagna rielegge il suo sindaco con il 72% dei voti ed ospita anche il sesto CaterRaduno dal 17 al 20 giugno, "The Definitive". Con Gian Antonio Stella, Gualtiero Bertelli e Compagnia delle Acque Nuove Tribù Zulu, Caparezza, Banda Osiris, Quartetto Euphoria, Riccardo Tesi, Maurizio Geri, Ska-j, Stefano Bollani, Petra Magoni, Ferruccio Spinetti, Giovanna Zucconi. Poi un grande concerto di Gianna Nannini che chiude urla alla folla: “Io sono Caterpillar”. Tripudio.
2005
Cattolica, 6-12 giugno. Ci sono Edoardo Bennato con Quartetto Flegreo, Davide Riondino e Dario Vergassola "Todos Caballeros", Banda Osiris, Stefano Bollani, Modena City Ramblers.
2006
Dopo aver vinto “democraticamente” le primarie per la scelta del luogo, Senigallia ospita l’ottava edizione della manifestazione dal 15 al 18 giugno. L’edizione 2006 dura una settimana intera, in pieno campionato mondiale di calcio e la sfida è proprio quella “di far diventare Senigallia il primo luogo d’Italia libero dalle partite di calcio” e non solo, si tenterà di fondare un movimento anti-calcio e “si darà testimonianza che si può praticare altri sport come ad esempio il calcio pinnato le cui regole non sono ancora certe”. Tanti gli appuntamenti, a partire dal Concerto all’alba sulla spiaggia (ore 6 di Giovedì 15); poi Angelique Kidjo, Mau Mau, Banda Osiris, David Riondino, Antonio Di Bella e Montefiori Cocktail ed il commento musicale di Stefano Bollani e Banda Osiris della partita Italia – Usa trasmessa sabato 17 su due megaschermi in Piazza del Duca.

#### 2007
Il CaterRaduno 2007 si è svolto a Senigallia dall'11 al 17 giugno: tra gli eventi di quella edizione sono da segnalare la rappresentazione "La Vacanza" monologo sul caso Ilaria Alpi-Miran Hrovatin scritto da Marina Senesi e la giornalista di Report Rai 3 Sabrina Giannini, il concerto dei Nomadi, l'evento Stazioni Lunari, il concerto all'alba di Piero Pelù e i festeggiamenti per i 25 anni della Banda Osiris.

#### 2009
Per il 2009 "il popolo di Caterpillar" ha scelto (per la quarta volta) Senigallia quale sede del raduno. La manifestazione si è svolta dall'8 al 14 giugno 2009, ed ha visto, tra gli altri eventi, concerti di Giuliano Palma & the Bluebeaters, Gianmaria Testa, la Bandabardò, ed inoltre spettacoli di Lella Costa e Stefano Bollani, Natalino Balasso e tanti altri. Da ricordare, inoltre, l'Asta della Legalità che si è tenuta sabato 13 ed il cui ricavato (circa 25 000 €) è stato devoluto a Libera, l'associazione antimafia di don Luigi Ciotti. Nel contesto della manifestazione, Marina Senesi è stata protagonista di un'impresa eccezionale: ha raggiunto Senigallia partendo dal naviglio di Milano ed attraversando 400 km di fiumi e 160 km di Adriatico a bordo di un pedalò. Il pedalò è stato infine offerto all'Asta della Legalità.

#### 2010
Il CaterRaduno 2010 si è svolto, ancora una volta, a Senigallia, dal 28 giugno al 3 luglio 2010. La manifestazione ha visto la partecipazione di numerosi ed importanti ospiti, come Alessandro Bergonzoni, Carmen Consoli, Elio e le Storie Tese, Stefano Bollani e molti altri. Sabato 3 luglio si è tenuta nuovamente l'Asta della Legalità, che ha messo in vendita oggetti di varia natura, donati dagli ascoltatori; grazie alla generosità degli ascoltatori stessi, l'asta è riuscita a raccogliere più di 80 000,00 € in favore di Libera. Nell'ambito della performance "Porto a Porto", Marina Senesi ha raccolto doni per l'asta di Libera circumnavigando l'Italia da Genova a Senigallia in "Barca-stop".

#### 2011
Anche per il CaterRaduno 2011 la sede è Senigallia con un ricco programma che andava dal 27 giugno al 2 luglio 2011. Anche per questa edizione ricco il panorama degli ospiti (fra gli altri Nada, Stefano Bollani, Caparezza, David Riondino) dedicata ai 150 anni dell'Unità d'Italia. Per la prima volta viene abbandonata la "storica" location di fianco alla Rotonda con collegamenti effettuati dalla spiaggia libera. Marina Senesi compie la terza surreale impresa in favore di Libera: traccia e percorre "La Retta via": una linea retta di oltre 300 km che parte dalla Rai di Milano e arriva alla rotonda di Senigallia.

#### 2012
Quattordicesimo raduno, sempre a Senigallia, dal 25 al 30 giugno. È il primo dello sdoppiamento della trasmissione radiofonica in Caterpillar e Caterpillar AM.

#### 2013
Per festeggiare il quindicesimo anno viene organizzato in versione XL estendendosi su due fine settimana (dal 29 giugno al 7 luglio). Anche in questa edizione numerosi ospiti di rilievo e, per la prima volta nella storia della trasmissione, vengono convocati gli ascoltatori che partecipano dall'estero come corrispondenti.

#### 2014
La sedicesima edizione si è svolta a Senigallia dal 21 luglio al 28 luglio 2014.

#### 2015
La diciassettesima edizione si è svolta a Senigallia dal 29 giugno al 4 luglio 2015.

#### 2016
La diciottesima edizione si è svolta a Senigallia dal 4 luglio al 9 luglio 2016 in questi giorni è stata organizzata anche la prima Caterbiciclettata.

#### 2017
La diciannovesima edizione si è svolta a Senigallia dal 29 giugno al 1º luglio 2017. Tra gli eventi, “La Grande Cena” a cura dello chef stellato Moreno Cedroni e “Il Grande Coro” diretto da Eugenio Finardi per Libera. I concerti di quest’edizione: Irene Grandi, Max
Gazzè  e Francesco Gabbani.

#### 2018
Il ventesimo CaterRaduno si è svolto a Senigallia dal 28 al 30 giugno 2018, con i Negrita, Edoardo Bennato, Arisa e il flash mob musicale per Libera  diretto dalla Banda Osiris.

#### 2019
L’edizione numero 21 si è svolta ancora a Senigallia dal 27 al 29 giugno 2019. Sul palco dei concerti Mahmood, Noemi, Carmen Consoli e Diodato. Il pubblico è stato invitato a partecipare al grande aperitivo anti-spreco “AperiLibera” a supporto del progetto “Libera la
Natura” dell’associazione di Don Luigi Ciotti.

#### 2020
Nel 2020 il CaterRaduno non si è tenuto a causa della pandemia da Covid-19.

#### 2021
Nel 2021 il CaterRaduno è diventato CaterTour: un raduno itinerante tra Pesaro (11 e 12 giugno), Senigallia (18 e 19 giugno) e Cervia (25 e 26 giugno).

#### 2022
Il CaterRaduno 2022 si è svolto a Pesaro dal 30 giugno al 3 luglio. In programma, tra l’altro, una maratona teatrale di Andrea Pennacchi, il concerto all’alba di Motta e il concerto serale di Ariete, gli eventi “Mezzanotte Libera” e “Rullata per Libera” in sostegno dell'associazione di Don Luigi Ciotti.

## Inviati
Nella storia di Caterpillar si sono succeduti molti inviati "ufficiali", in ordine cronologico:
- Giorgio Lauro
- Filippo Solibello
- Federico Bianco
- Bob Messini
- William Beccaro
- Jelena Ilic
- Marina Senesi
- Sabrina Provenzani
- Laura Troja
- Zelia "Zu" Pastore
- Giada Messetti
- Veronica del Soldà
- Sara Zambotti
- Paolo Maggioni
- Marta Zoboli
- Paolo Labati

## Premi e riconoscimenti
La trasmissione ha avuto numerosi riconoscimenti legati agli argomenti trattati, quali ad esempio il Premio Forte dei Marmi per la satira politica, il premio dell'Associazione Internazionale per la Comunicazione Ambientale (AICA). Secondo un sondaggio della rivista Quattroruote è la trasmissione più amata dagli automobilisti.
Nel 2016 la trasmissione ha ricevuto il Premio Nazionale Cultura della Pace «per le molteplici attività promosse con simpatia, ironia e creatività, come 'M'illuminodimeno' o 'Bike the Nobel', che hanno permesso una crescita di coscienza e di sensibilità nei confronti dell'ambiente e della sua sostenibilità, sviluppando una cultura di pace, in quanti hanno la fortuna e il piacere di ascoltare la trasmissione radiofonica. La leggerezza con cui vengono trattate tematiche tanto importanti per il nostro vivere quotidiano, ha permesso e permette di porre attenzione al nostro agire quotidiano con divertita partecipazione.».

## Le compilation:Caterpillar. Quando il fine giustifica gli automezzi
Per diversi anni è stata pubblicata per RaiTrade SpA sotto l'etichetta Alabianca una serie di compilation di brani trasmessi nelle varie edizioni della trasmissione, dal titolo Caterpillar. Quando il fine giustifica gli automezzi.
I vari volumi della compilation sono stati pubblicati tutti gli anni dal 1998 almeno al 2005 in estate, alla fine di ciascuna stagione del programma. Le compilation contengono brani di autori vari internazionali che si inseriscono nel genere world music.